# Rolls-Royce Phantom VI

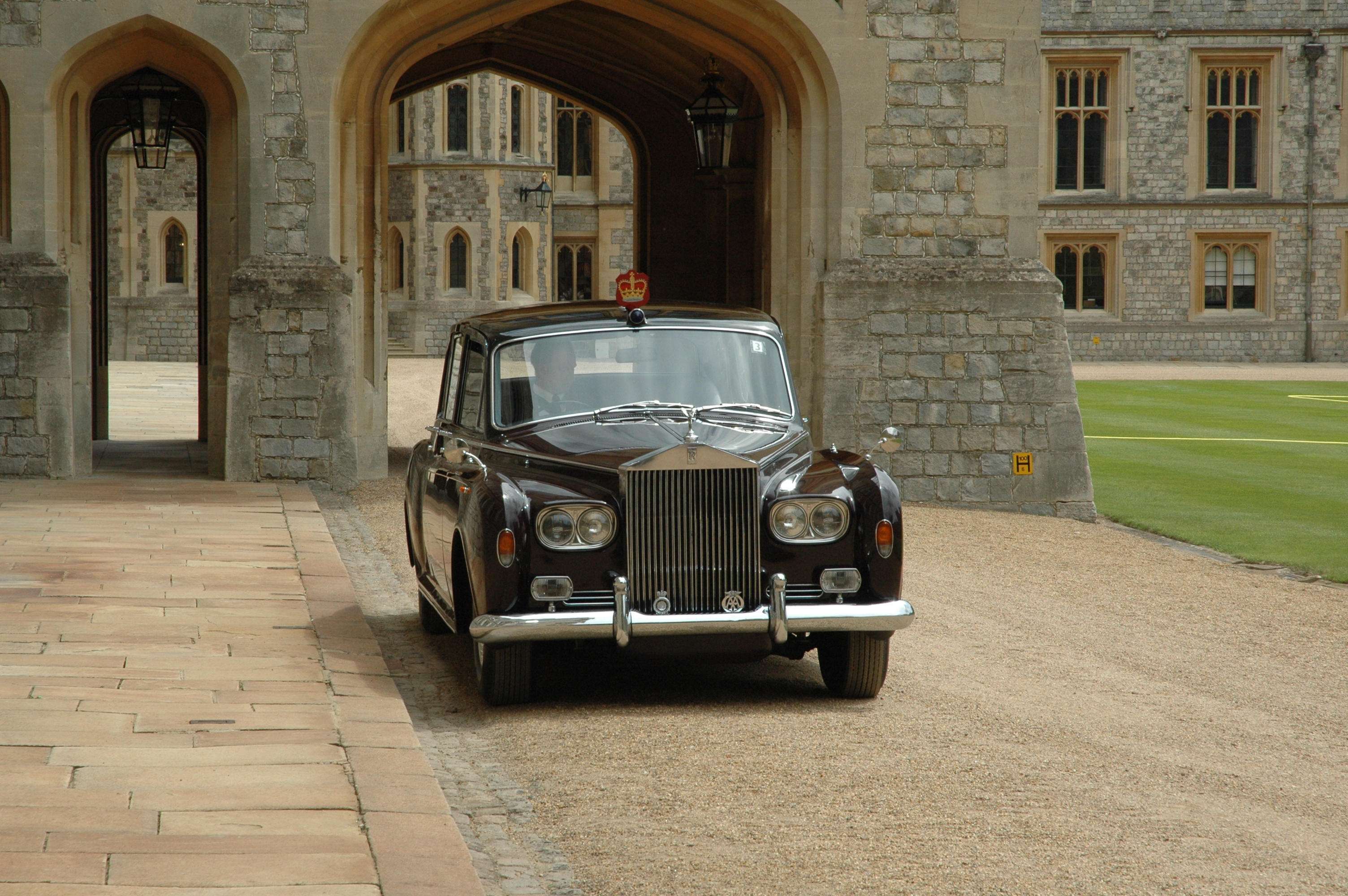
Phantom VI beim Windsor Castle

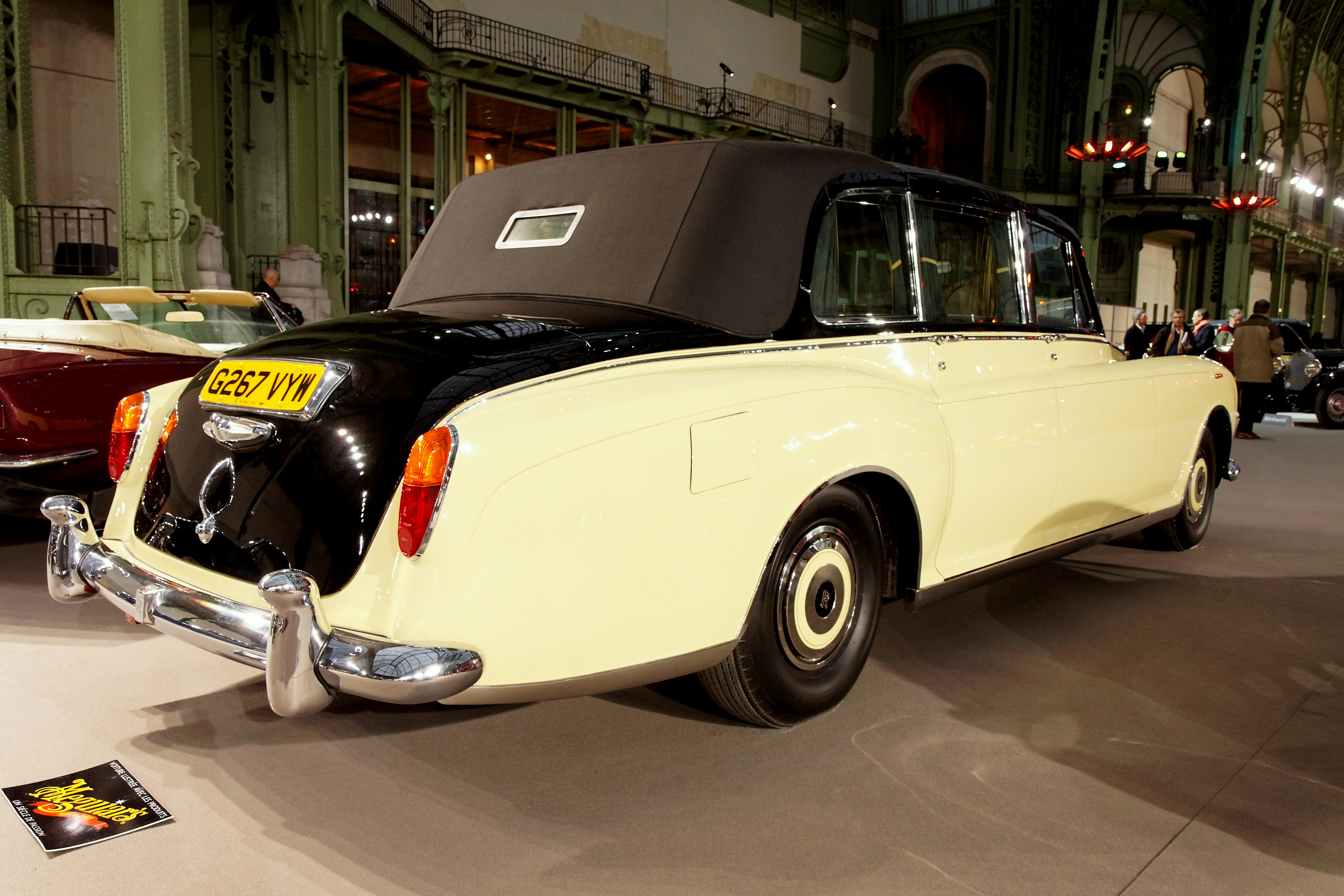
Landaulet

Der Rolls-Royce Phantom VI war eine luxuriöse Chauffeurlimousine, die der britische Automobilhersteller Rolls-Royce von 1968 bis 1991 anbot. Das Fahrzeug folgte dem Phantom V und hatte den Motor des Silver Shadow. Die meisten Karosserien wurden von Mulliner Park Ward produziert.

## Geschichte und Technik
Der Phantom VI folgte 1968 als Weiterentwicklung des seit 1959 angebotenen Phantom V. Das Fahrzeug hatte eine abgeänderte Fahrzeugfront und den Motor des zeitgenössischen Silver Shadow. Dieser Motor war eine überarbeitete Version des V8-Motors aus dem Silver Cloud III. Der Motor mit 90° Zylinderwinkel hatte zunächst einen Hubraum von 6.231 cm³ (Bohrung 104,14 mm, Hub 91,4 mm). 1970 wurde der Hubraum auf 6.750 cm³ vergrößert (Bohrung 104,15 mm, Hub 99,6 mm). Zwei SU-Vergaser wurden angebracht. Ursprünglich hatte der Wagen eine vierstufige Automatik, die 1979 durch eine dreistufige Automatik mit Drehmomentwandler ersetzt wurde.
Der letzte Rolls-Royce mit separatem Rahmen wurde bis 1991 angeboten. Das Fahrwerk hatte Schraubenfedern vorne und hinten und Trommelbremsen an allen vier Rädern.
Die Karosserien wurden in der Regel von Mulliner Park Ward gebaut, meistens Pullman-Limousinen, aber auch einige Landaulets. 

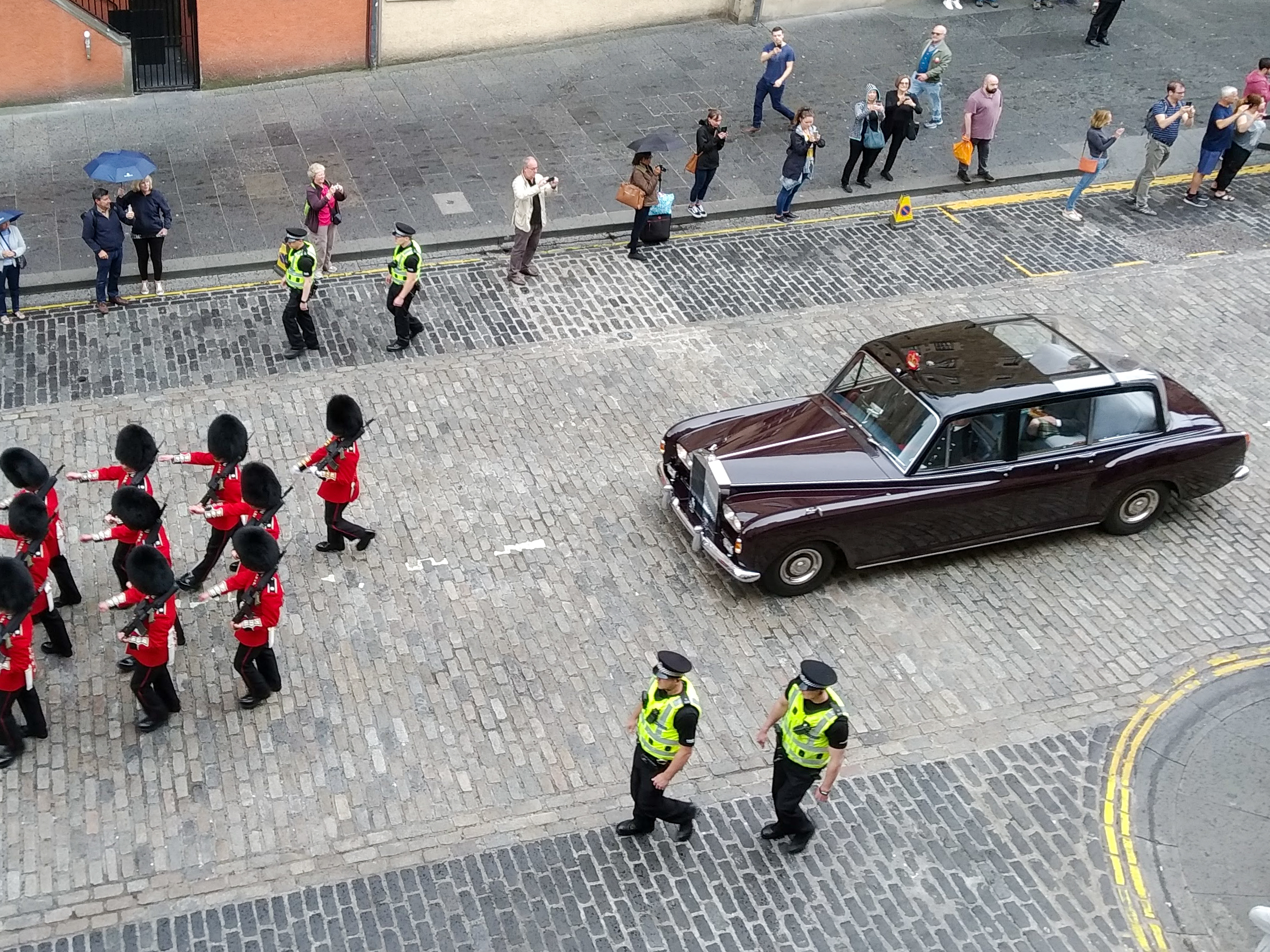
Das Silver Jubilee Car mit Panoramadach

Die Automobilflotte der ehemaligen britischen Königin Elisabeth II. enthielt zwei Phantom-VI-Modelle, die Sonderausführung Silver Jubilee Car, die ihr die britische Automobilindustrie 1977 zum 25-jährigen Thronjubiläum schenkte, und ein Standardmodell von 1986. Das Silver Jubilee Car mit dem erhöhten Dach und den größeren Fenstern war bis zur Einführung der beiden Bentley State Limousines 2002 die Staatskarosse Nr. 1. Wie die anderen britischen Staatskarossen haben die Phantom VI kein amtliches Kennzeichen und sind zum Anbringen der königlichen Standarte und des königlichen Wappens vorbereitet. Wenn die Königin selbst den Wagen benutzte, wurde Spirit of Ecstasy durch eine besondere Figur des heiligen Georg mit dem Drachen aus massivem Silber ersetzt.

## Nachfolgemodell
In den 1970er-Jahren gab es Überlegungen zu einem Nachfolger Phantom VII auf Basis der Karosserie des Silver Shadow, aber diese Pläne wurden fallen gelassen; dieses Fahrzeug wurde nie realisiert. Es gab davon keine Prototypen. Erst im Jahr 1998 begann unter der Ägide von BMW eine Neukonzeption, die seit 2003 unter der Bezeichnung Rolls-Royce Phantom produziert wird. Technisch hat das 2003er-Modell jedoch nichts mit dem namensverwandten Rolls-Royce Phantom VI gemeinsam. Da das 2003er-Modell bereits das siebte Fahrzeugmodell mit dem Namen Rolls-Royce Phantom ist, wird es trotzdem oft als Phantom VII bezeichnet.

## Produktionszahl
Bis 1991 wurden 374 Exemplare gebaut. Der Londoner Karosseriebauer Mulliner Park Ward wurde 1991 geschlossen. Vor der Aufgabe der Geschäftstätigkeit wurde noch eine große Anzahl von Karosserieblechen hergestellt. Daher verfügt Rolls-Royce für den Phantom VI über viele Ersatzteile. Zwischen 1995 und 1997 wurden für den Sultan von Brunei drei optisch ähnliche Fahrzeuge namens Cloudesque hergestellt.

## Weiteres
Der Schlagersänger Christian Anders besaß in den 1970er Jahren einen Phantom VI. In den Medien war das angeblich vergoldete Fahrzeug häufig ein Thema. In seiner Autobiographie gab Anders später an, dass das Fahrzeug nicht vergoldet war, sondern lediglich von Auto Becker nachträglich goldfarben lackiert wurde. Rolls-Royce selbst bot damals keine goldfarbenen Lackierungen an und hatte auf Nachfrage von Anders eine Sonderlackierung nicht angeboten. Das Fahrzeug wurde auch in dem Spielfilm Die Brut des Bösen aus dem Jahr 1979 eingesetzt.